# Adeniji Adele
Pour les articles homonymes, voir Adele.
Oba Sir Musendiku Buraimoh Adeniji Adele II, (13 novembre 1893 - 12 juillet 1964) est l'Oba de Lagos du 1er octobre 1949 au 12 juillet 1964. Il est Chevalier de l'Ordre de l'Empire britannique ,.

## Biographie
Adeniji Adele est né à Lagos en 1893 de Buraimoh Adele et Moriamo Lalugbi. Son grand-père est Oba Adele Ajosun. Il étudie à l'école primaire Holy Trinity, Ebutte-Ero, puis à la CMS Grammar School de Lagos. Après ses études secondaires, il rejoint le service colonial en tant que géomètre stagiaire, après avoir terminé sa formation, il est affecté à Kano en tant que géomètre. Il sert comme arpenteur-géomètre avec le Corps expéditionnaire du Cameroun pendant la Première Guerre mondiale.
En 1920, le prince Adeniji Adele escorte le chef Amodu Tijani Oluwa à Londres pour comparaître devant le conseil privé dans l'affaire Oluwa Land. Adenji Adele travaille ensuite au département du Trésor et y devient greffier principal en 1937.
Il reçoit les titres de Commandeur de l'Ordre de l'Empire britannique en 1956, puis de Chevalier de l'Ordre de l'Empire britannique en 1962 par la Reine du Royaume-Uni,.

## Carrière politique et juridique
Oba Adele II est un partisan du mouvement de la jeunesse nigériane et un membre d'Egbe Omo Oduduwa dirigé par Obafemi Awolowo. Son affiliation politique est donc en opposition au parti au pouvoir NCNC / NNDP (dont le fondement politique est la Maison de Docemo) fondé par Herbert Macaulay et dirigé plus tard par Nnamdi Azikiwe. Le NNDP s'oppose à l'ascension au trône d'Oba Adele et intente des actions en justice pour contrecarrer son couronnement. Le droit d'Oba Adele au trône est finalement soutenu par le Comité judiciaire du Conseil privé en Angleterre en 1957.